# محمد بن عمران مرزبانی
محمد بن عمران مرزبانی (۹۰۹م- ۹۹۴م) (نسب: ابوعبیدة محمد بن عمران بن موسی مرزبانی بغدادی) کاتب، تاریخ‌نویس، لغوی و معتزلی بغدادی در سدهٔ چهارم قمری بود که نسبش به یکی از مرزبانان ایران وصل بوده، از این به مرزبانی شهرت یافت.

## زندگی
ابوعبیدالله محمد مرزبانی خراسانی در سال ۲۹۷ ق در بغداد متولد شد. خاندان وی که خراسانی بودند خاندانی مشهور و ثروتمند بود.مرزبانی در سال ۳۸۴ در بغداد درگذشت.

## آثار
مرزبانی آثار بسیاری در زمینه تاریخ و ادب و شعر به جای نهاده است که ۴ تألیف وی تا به حال چاپ شده‌است:
1. أشعار النساء
2. الموشح فی مآخذ العلماء علی الشعراء
3. معجم الشعراء
4. اخبار سید حمیری

سید محسن امین عاملی در اعیان الشیعه بسیار از معجم الشعرای وی استفاده برده است.